# Lac d'Irrsee
Le lac d'Irrsee est un lac situé dans les préalpes de Haute-Autriche, dans la région du Salzkammergut. sa superficie est d'environ 3,5 km2 avec une profondeur maximale de 32 m. Il est une destination touristique populaire grâce à ses eaux qui sont les plus chaudes des lacs de la région.

## Source
- (en) Cet article est partiellement ou en totalité issu de l’article de Wikipédia en anglais intitulé « Irrsee » (voir la liste des auteurs).